# Chanteloup (Manche)
Chanteloup ist eine französische Gemeinde mit 393 Einwohnern (Stand: 1. Januar 2022) im Département Manche in der Region Normandie. Sie gehört zum Arrondissement Avranches und zum Kanton Bréhal. 
Nachbargemeinden sind Bréhal im Nordwesten, Cérences im Nordosten und im Osten, Hudimesnil im Süden und Coudeville-sur-Mer im Südwesten.

## Bevölkerungsentwicklung
| Jahr      | 1962 | 1968 | 1975 | 1982 | 1990 | 1999 | 2008 | 2018 |
| --------- | ---- | ---- | ---- | ---- | ---- | ---- | ---- | ---- |
| Einwohner | 204  | 190  | 149  | 159  | 185  | 241  | 313  | 358  |

## Sehenswürdigkeiten
- Schloss von Chanteloup, Monument historique seit 1929
- Kirche Saint-Pierre

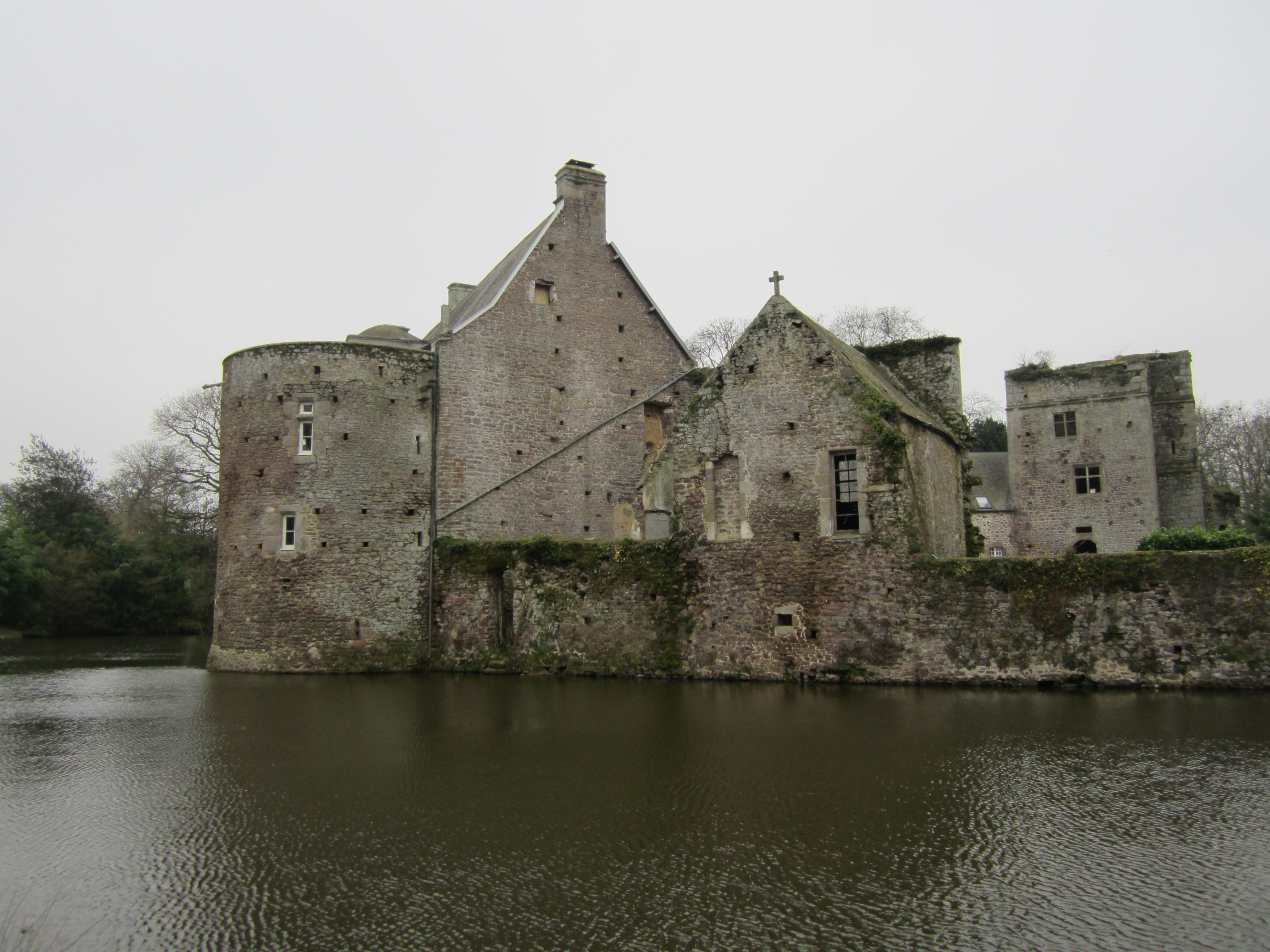
Schloss von Chanteloup
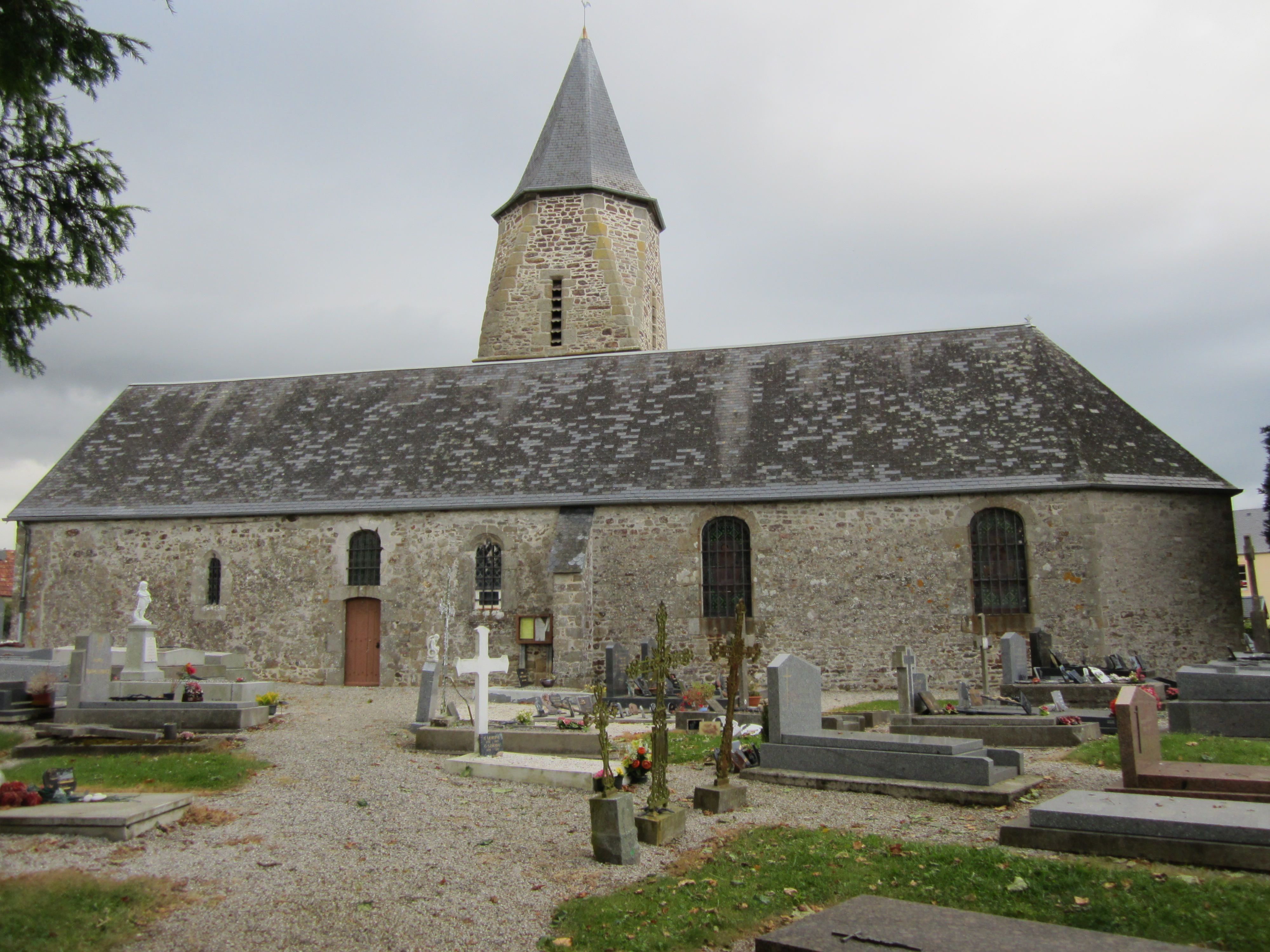
Kirche Saint-Pierre